# بابايي (إقليد)
بابايي (بالفارسية: بابایی) هي قرية تقع في Hasanabad Rural District في إيران. يقدر عدد سكانها بـ 554 نسمة بحسب إحصاء 2016.